# Casi Ángeles
Casi Ángeles est une telenovela jeunesse et fantastique argentine, diffusée sur Telefe. Sa première diffusion a eu lieu le 21 mars 2007 et s'est terminée le 29 novembre de 2010, avec un total de 579 épisodes répartis sur quatre saisons. Elle est considérée comme l'une des plus populaires telenovelas dans l'histoire de la télévision argentine. En plus de l'Argentine, elle a été diffusée dans 57 pays (Amérique Latine par Telefe International, Televisa pour les États-Unis, en Asie par Nickelodeon et en Europe par Cartoon Network) Il a présenté le protagoniste d'Emilia Attias, Nicolás Vázquez, Mariano Torre et les Teen Angels : Peter Lanzani, Lali Espósito, María Eugenia Suárez, Nicolás Riera et Gastón Dalmau, tout au long des 4 saisons. Sa version littéraire est devenue le best-seller mondial. 
De ce programme a aussi le groupe pop : Teen Angels, composées par Lali Espósito, Peter Lanzani, China Suarez, Nicolas Riera et Gaston Dalmau. Le groupe a publié quatre albums studio et deux live, vendant plus de 14 millions de disques en Argentine et dans le monde, également en tournée à l'intérieur de l'Argentine, de l'Amérique latine, de l'Europe et de l'Asie.
Cette série est disponible en VOSTFR sur la chaine YouTube "Casi Angeles VOSTFR" dans les pays francophones.

## Synopsis
Casi Ángeles (FR: Presque des Anges) est l'histoire d'un groupe de garçons et d'adolescents sans abri, qui sont exploités et contraints de voler par Bartolomé Bedoya Agüero (Alejo García Pintos) et Justina Merarda García (Julia Calvo). Mais tout change quand entrent dans leur vie, Cielo (Emilia Attias), acrobate et danseuse, et le Dr Nicolás Bauer (Nicolás Vázquez), un archéologue aventureux. Cielo, à travers sa musique et son amour et Nicolás, avec sa protection et ses rêves, donneront aux enfants la chance de croire à nouveau à la joie. Les deux gardent des secrets importants qui, une fois découverts, changeront leur vie pour toujours. Tout sera plein de musique, de chansons, de chorégraphies et de concours. Mais il y a un mystère qui implique tout le monde, qui les implique, qui a à voir avec les secrets cachés par le portail caché dans l'horloge du manoir et le lien que chacun a avec lui. Ce portail a choisi chacun et chacun a une mission. Découvrir cette mission sera le sens de ce voyage.
Tout au long des saisons, ils sont obligés de remplir une mission afin de sauver la paix du monde et de se garantir un monde meilleur, mais ils seront exposés à des souffrances, des malentendus, des séparations, de l'incertitude, des besoins, des déceptions mais avec l'aide de Hope, l'adulte Thiago, ils peuvent remplir leur mission et rentrer chez eux.

## Distribution

### Acteurs principaux
| Acteur                     | Personnage                                                | Saison 1 | Saison 2 | Saison 3 | Saison 4 |
| -------------------------- | --------------------------------------------------------- | -------- | -------- | -------- | -------- |
| Emilia Attias              | Cielo Mágico / Ángeles Inchausti / Paz Bauer              | X        | X        | X        | Invitée  |
| Nicolás Vázquez (es)       | Nicolás "Nico" Bauer                                      | X        | X        |          | Invité   |
| Peter Lanzani              | Thiago Bedoya Agüero                                      | X        | X        | X        | X        |
| Mariana Espósito           | Marianella "Mar" Talarico Rinaldi                         | X        | X        | X        | X        |
| María Eugenia Suárez       | Jazmín Romero                                             | X        | X        | X        | X        |
| Gastón Dalmau (es)         | Ramiro "Rama" Ordóñez                                     | X        | X        | X        | X        |
| Nicolás Riera (es)         | Juan "Tacho" Morales                                      | X        | X        | X        | X        |
| Candela Vetrano            | Estefanía "Tefi" Elordi Rinaldi                           | X        | X        | X        | X        |
| Agustín Sierra             | Ignacio "Nacho" Pérez Alzamendi / Nerdito Pérez Alzamendi | X        | X        | X        | X        |
| Pablo Martínez (es)        | Simón Arrechavaleta                                       |          | X        | X        | X        |
| Rocío Igarzábal            | Valeria "Vale" Gutiérrez                                  |          | X        | X        | X        |
| Victorio D'Alessandro (es) | Luca Franccini                                            |          | X        | X        | X        |
| María del Cerro (es)       | Melody Paz                                                |          | X        | X        | X        |
| Mariano Torre              | Juan Cruz York / Camilo Estrella                          |          | X        | X        |          |

## Discographie

### Teen Angels2007
| #  | Titre                 | Interprète(s)                                                                                          |
| 01 | Voy Por Más           | Teen Angels and Cielo (Emilia Attias)                                                                  |
| -- | --------------------- | --- |
| 02 | No te rindas          | Cielo (Emilia Attias)                                                                                  |
| 03 | Dos ojos              | Cielo (Emilia Attias) et Nico (Nicolás Vázquez)                                                        |
| 04 | Casi ángeles          | Cielo (Emilia Attias)                                                                                  |
| 05 | Valiente              | Cielo (Emilia Attias)                                                                                  |
| 06 | Che bombón            | Teen Angels (Gastón Dalmau, Mariana Espósito, Juan Pedro Lanzani, Nicolás Riera, María Eugenia Suárez) |
| 07 | Para vos              | Cielo (Emilia Attias)                                                                                  |
| 08 | Todo puede ser mejor  | Nico (Nicolás Vázquez)                                                                                 |
| 09 | Tu cielo              | Nico (Nicolás Vázquez)                                                                                 |
| 10 | Escaparé              | Mar (Mariana Espósito)                                                                                 |
| 11 | Ángeles del mundo     | Teen Angels                                                                                            |
| 12 | Te amaré por siempre  | Cielo (Emilia Attias) et Nico (Nicolás Vázquez)                                                        |
| 13 | Reina gitana          | Jaz (María Eugenia Suárez)                                                                             |
| 14 | Nenes bien            | Teen Angels                                                                                            |
| 15 | Un ángel              | Cielo (Emilia Attias)                                                                                  |
| 16 | Tan alegre el corazón | Cielo (Emilia Attias) et les teens angels                                                              |

### Teen Angels2008
| #  | Titre                                    | Interprète                                         |
| -- | ---------------------------------------- | -------------------------------------------------- |
| 01 | A decir que si                           | Teen Angels                                        |
| 02 | A ver si pueden                          | Teen Angels                                        |
| 03 | Hay un lugar                             | Mar (Mariana Esposito)                             |
| 04 | Un paso                                  | Teen Angels                                        |
| 05 | Señas tuyas                              | Cielo (Emilia Attias) et Nico (Nicolás Vázquez)    |
| 06 | Nena                                     | Thiago (Peter Lanzani)                             |
| 07 | Puedo ser                                | Jaz (Ma. Eugenia Suárez) et Mar (Mariana Esposito) |
| 08 | Río de besos                             | Cielo (Emilia Attias)                              |
| 09 | El espejo                                | Rama (Gaston Dalmau) et Vale (Rocio Igarzabal)     |
| 10 | No más goodbye                           | Teen Angels                                        |
| 11 | De cabeza                                | Simón (Pablo Martínez (es))                        |
| 12 | Alguien                                  | Nico (Nicolás Vázquez)                             |
| 13 | Estoy listo                              | Teen Angels                                        |
| 14 | Vamos ver quem pode (Brazil Bonus Track) | Teen Angels                                        |

### Teen Angels2009
| #  | Titre                  | Interprète                                                   |
| -- | ---------------------- | ------------------------------------------------------------ |
| 01 | Que nos volvamos a ver | Teen Angels                                                  |
| 02 | Quién                  | Teen Angels                                                  |
| 03 | Te perdí               | Jaz (María Eugenia Suárez)                                   |
| 04 | Cual                   | Teen Angels et Paz (Emilia Attias)                           |
| 05 | Una vez más            | Thiago (Peter Lanzani)                                       |
| 06 | Hoy                    | Teen Angels                                                  |
| 07 | Vuelvo a casa          | Teen Angels                                                  |
| 08 | Pensando en vos        | Rama (Gastón Dalmau)                                         |
| 09 | Un día más             | Man                                                          |
| 10 | Cuando llegue tu amor  | Camilo (Mariano Torre) et Paz (Emilia Attias)                |
| 11 | Salvar la paz          | Teen Angels, Paz (Emilia Attias) et Esperanza (Jimena Baron) |
| 12 | Siento                 | Mar (Mariana Espósito)                                       |
| 13 | Por el sí              | Teen Angels                                                  |
| 14 | Casi un sueño          | Simon (Pablo Martínez (es))                                  |

## Diffusion
| Pays                   | Chaînes                      | Diffusion |
| ---------------------- | ---------------------------- | --------- |
| Argentine              | Telefe Jetix                 | 2007      |
| Bolivie                | Jetix                        | 2007      |
| Chili                  | Jetix                        | 2007      |
| Paraguay               | Jetix                        | 2007      |
| Pérou                  | Jetix                        | 2007      |
| Uruguay                | Jetix Monte Carlo TV         | 2007      |
| Macédoine              | A1 Television                | 2007      |
| Israël                 | Nickelodeon Arutz HaYeladim  | 2007 2008 |
| Espagne                | Nickelodeon FDF Telecinco    | 2007 2009 |
| Belize                 | Disney Channel               | 2009      |
| Colombie               | Disney Channel               | 2009      |
| Costa Rica             | Disney Channel               | 2009      |
| Mexique                | Disney Channel               | 2009      |
| Équateur               | Disney Channel               | 2009      |
| Guatemala              | Disney Channel               | 2009      |
| Honduras               | Disney Channel               | 2009      |
| Nicaragua              | Disney Channel               | 2009      |
| Panama                 | Disney Channel TVO           | 2009      |
| République dominicaine | Tele Antillas Disney Channel | 2009      |
| Salvador               | Disney Channel               | 2009      |
| Venezuela              | Disney Channel               | 2009      |
| Italie                 | Cartoon Network Boing        | 2009/2010 |
| Portugal               | Nickelodeon                  | 2009      |
| Brésil                 | Band                         | 2010      |